# Clemmons (Caroline du Nord)
Clemmons est une ville du comté de Forsyth, dans l'État américain de Caroline du Nord. Sa population était de 17 651 au recensement de 2008.

## Démographie
| 1990  | 2000   | 2010   | - | - | - |
| ----- | ------ | ------ | - | - | - |
| 6 020 | 13 827 | 18 627 | - | - | - |